# Dráva Rádió
A Dráva Rádió, egy már nem működő rádióállomás, az első Magyarországra sugárzott kereskedelmi kalózrádió volt. Adásait 1993-tól sugározták a ma Horvátországhoz tartozó Eszékről.
Főszerkesztője Balogh Zoltán volt.
A rádióállomás a horvátországi  91,2 MHz-en, később a 104,4 Mhz-es frekvencián sugározta át Magyarországra magyar nyelvű adásait, amely hivatalosan a Baranya Rádió (horvátul: Baranja Radio) magyar nyelvű kereskedelmi adása volt. 

A magyar adás este 6 óráig szólt, utána a horvát műsor került adásba, ugyanazon a frekvencián.
A frissen kikiáltott, önálló Horvátország szabadságharcát vívta, amelyhez kommunikációs támogatást a rádiók adtak, amelyek a háborús viszonyok közepette nehezen voltak finanszírozhatóak. A horvátországi Baranja rádió ezért keresett és talált partnereket a határ magyar oldalán egyik frekvenciájuk kereskedelmi hasznosítására.
A csatornának később Pécsett is működött irodája.
A rádió műsorvezetője volt többek között Leirer Tímea is.